# Liste der Kulturdenkmale in Elstertrebnitz

Wappen von Elstertrebnitz

In der Liste der Kulturdenkmale in Elstertrebnitz sind die Kulturdenkmale der sächsischen Gemeinde Elstertrebnitz verzeichnet, die bis Mai 2024 vom Landesamt für Denkmalpflege Sachsen erfasst wurden (ohne archäologische Kulturdenkmale). Die Anmerkungen sind zu beachten.
Diese Aufzählung ist eine Teilmenge der Liste der Kulturdenkmale im Landkreis Leipzig.

## Elstertrebnitz
| Bild                                    | Bezeichnung | Lage                                         | Datierung | Beschreibung | ID       |
| --------------------------------------- | --- | -------------------------------------------- | --- | --- | -------- |
| Weitere Bilder                          | Sächsisch-Preußischer Grenzstein: Pilar Nr. 69 (linkselbisch) | (Gemarkung Oderwitz, Flurstück 41/4) (Karte) | Nach 1828 | Siehe auch Sachgesamtheit 09305644; vermessungs- und landesgeschichtlich von Bedeutung als Zeitdokument der historischen Grenzziehung zwischen Sachsen und Preußen nach dem Wiener Kongress 1815. Schlanke, oben abgerundete Sandsteinstele mit gegenüberliegend eingemeißelter Nummer 69 und Länderkürzel KS/KP. Grenzstein wurde versetzt, da er im Bergbaugebiet lag, Länderkürzel nicht erkennbar. | 09305504 |
| Weitere Bilder                          | Sächsisch-Preußischer Grenzstein: Pilar Nr. 70 (linkselbisch) | (Gemarkung Oderwitz, Flurstück 47/1) (Karte) | Nach 1828 | Siehe auch Sachgesamtheit 09305644; vermessungs- und landesgeschichtlich von Bedeutung als Zeitdokument der historischen Grenzziehung zwischen Sachsen und Preußen nach dem Wiener Kongress 1815. Sandsteinkubus mit gegenüberliegend eingemeißelten Schriftfeldern für Nummer 70 und Länderkürzel KS/KP direkt auf der Grenzlinie. Stein stark verwittert, Inschriften nicht mehr erkennbar. | 09305505 |
| Weitere Bilder                          | Martinskirche mit Ausstattung | A (Karte)                                    | 1842 (Kirche); 1841 (Orgel); 17. Jahrhundert (Pastorenbildnis)                                                          | Alte Ortslage Elstertrebnitz, bedeutender klassizistisch wirkender Kirchenbau im Rundbogenstil des 19. Jahrhunderts, dem ein Entwurf Schinkels zugrunde liegt, bau- und ortsgeschichtlich von Bedeutung. Klassizistischer Neubau der baufällig gewordenen mittelalterlichen Martinskirche, Backstein, Putzfassade, Sandsteinsockel, mit Ausstattung, Rundbogenfenster, zwei Grabsteinen, Mitte 19. Jahrhundert, geweiht 1842, Architekt Fritzsche. Kirche wurde zu Beginn des Jahres 2000 verkauft. | 09258498 |
| Direkt Bild zu diesem Denkmal hochladen | Wohnhaus und Seitengebäude eines Bauernhofes | A 16 (Karte)                                 | 19. Jahrhundert | Alte Ortslage Elstertrebnitz, Seitengebäude Obergeschoss Fachwerk, Wohnhaus verputzt, gut erhaltene Teile einer Hofanlage im unmittelbaren Ortskern, baugeschichtlich von Bedeutung. - Wohnhaus: zwei Geschosse, unregelmäßige Achsen, quergelagert, Putzfassade - Stallgebäude: giebelständig, zwei Geschosse, unregelmäßige Achsen, Erdgeschoss und Giebel massiv, Obergeschoss offenliegendes Lehmfachwerk | 09258418 |
| Direkt Bild zu diesem Denkmal hochladen | Herrenhaus des ehemaligen Rittergutes | A 21 (Karte)                                 | Um 1900 | Alte Ortslage Elstertrebnitz, einfacher Putzbau mit hohem Mansarddach, ortsgeschichtlich bedeutendes Gebäude. Zwei Geschosse, Backstein verputzt, 6:2 Achsen, Mansardendach, rückwärtiges Treppenhaus, traufständig, Mitteleingang, Treppenanlage mit Sandsteinwangen, Mittelzwerchhaus und viele Dachgauben (Schlepp- und Fledermausgauben), teils originale Doppelfenster. | 09258423 |
| Direkt Bild zu diesem Denkmal hochladen | Wohnhaus eines ehemaligen Dreiseithofes | A 26 (Karte)                                 | Um 1820 | Alte Ortslage Elstertrebnitz, Obergeschoss strebenreiches Fachwerk, straßenbildprägendes Gebäude mit originalen Details, baugeschichtlich von Bedeutung. Zwei Geschosse, unregelmäßige Achsen, Erdgeschoss und Giebel massiv, Obergeschoss offenliegendes Fachwerk, giebelständig, Giebel um 1890 überformt. | 09258416 |
| Direkt Bild zu diesem Denkmal hochladen | Scheune eines Bauernhofes | A 39 (Karte)                                 | Um 1880 | Alte Ortslage Elstertrebnitz, Fachwerk-Scheune, an der Durchgangsstraße gelegenes ortsbildprägendes Bauwerk, baugeschichtlich von Bedeutung. Traufständige Scheune mit offenliegendem Fachwerk. | 09258424 |
|                                         | Zwei Seitengebäude (Wohnstallhäuser), Wohnhaus, Mühlengebäude (mit erhaltener Mühlentechnik), zwei Scheunen, Toreinfahrt, Hofpflasterung und Einfriedung eines Mühlenanwesens (Schmalzmühle) | A 85 (Karte)                                 | Um 1780 (Wohnstallhaus); bezeichnet mit 1796 (Mühle); um 1880 (Wohnstallhaus und Scheune); um 1900 (Einfriedung)        | Alte Ortslage Elstertrebnitz, großartige Mühlenanlage mit vielen originalen Details aus verschiedenen Epochen, überwiegend Fachwerkbauten, bau-, orts- und technikgeschichtlich von Bedeutung. - 1. Wohnstallhaus: zwei Geschosse, unregelmäßige Achsen, traufständig, Krüppelwalmdach, Erdgeschoss massiv, Obergeschoss und Giebel offenliegendes Fachwerk, originale Sandsteinfenstergewände im Erdgeschoss um 1780 - 2. Wohnstallhaus: zwei Geschosse, unregelmäßige Achsen, Krüppelwalmdach, Erdgeschoss massiv, Obergeschoss und Giebel offenliegendes Fachwerk um 1880 - Wohnhaus: zwei Geschosse, unregelmäßige Achsen, Krüppelwalmdach, Putzfassade, originale Fenster, Bleiglasfenster, originale Haustür mit Oberlicht bezeichnet 1796, kleinteilig verwinkelter Vorbau als Eckbau zur Toreinfahrt, zwei Geschosse, Obergeschoss teils auf Sandsteinsäulen, Obergeschoss offenliegendes Fachwerk - Mühlengebäude: fünfgeschossiger Mahlwerkbau mit originaler technischer Ausrüstung, zweigeschossiger Bau mit Antrieb auf Winkelgrundriss mit Krüppelwalmdach und Fledermausgauben, zwei geschossiger Verbindungsbau mit fünf Achsen, Erdgeschoss massiv, Obergeschoss Fachwerk vom Mahlwerk zu einem Erweiterungsbau mit Mansarddach, barock mit originalen Fenstern, drei Geschosse, drei Achsen, Krüppelwalmdach, Putzfassade - zwei Wirtschaftsgebäude: um 1880, Backstein und Backstein verputzt mit Kontoranbau - vier Sandsteintorpfeiler, Hofpflasterung, Kopfsteinpflaster, Einfriedung Schmiedeeisen um 1900 | 09258482 |
|                                         | Wohnhaus und Seitengebäude eines Bauernhofes | B 27 (Karte)                                 | Um 1830 | Alte Ortslage Eulau, Fachwerkbauten, gut erhaltene Hofanlage mit originalen Details, bau- und ortsgeschichtlich von Bedeutung. Wohnhaus und Stall zwei Geschosse, unregelmäßige Achsen, giebelständig, Erdgeschoss massiv, Obergeschoss und Giebel offenliegendes Fachwerk. | 09258420 |
| Direkt Bild zu diesem Denkmal hochladen | Transformatorenhäuschen | C (Karte)                                    | Um 1920 | Alte Ortslage Tannewitz, Pagodentypus, technikgeschichtlich von Bedeutung. Quadratischer Grundriss, umlaufender Fußwalm über Erdgeschoss, Zeltdach, Klinker-Putz-Fassade, Klinkersockel, Erdgeschoss verputzt, Obergeschoss verschiefert. | 09258481 |
|                                         | Kriegerdenkmal für die Gefallenen des Ersten Weltkrieges | D (Karte)                                    | Nach 1918 | Alte Ortslage Trautzschen, Obelisk mit Reliefs in Beton, ortsgeschichtlich von Bedeutung. Zwei Stufen, Sockel mit Inschrift, Obelisk mit Reliefs (Helm mit Kranz/Kreuz), rückwärtige Mauer mit seitlichen Wangen, Girlandenreliefs. | 09258399 |
| Direkt Bild zu diesem Denkmal hochladen | Zwei Grabmäler (Familie Silchmüller, Familie Taubert) auf dem Friedhof Trautzschen | D (Karte)                                    | Um 1930 | Alte Ortslage Trautzschen, aufwendige Grabanlagen mit ortsgeschichtlicher Bedeutung. Zwei Familiengrabanlagen, aufwendig gestaltete Grabanlagen mit Mittelteil, Muschelkalk, Familie Silchmüller & F. Taubert. | 09258390 |
| Weitere Bilder                          | Kreuzkirche Trautzschen mit Ausstattung | D (Karte)                                    | 1504–1507 Dendro (Kirche); um 1590 (Hieronymus Puster); 1745 (Kanzelaltar); 1843 (Orgel und Orgelprospekt)              | Alte Ortslage Trautzschen, barock überformte spätgotische Dorfkirche mit ortsbildprägender origineller Turmhaube, baugeschichtlich, ortsgeschichtlich und ortsbildprägend von Bedeutung. Gotische Kirche mit barocken Überformungen und Ausstattung, Bruchsteinsockel, Bruchsteinbau, Putzfassade, originelle hohe Turmhaube auf achteckigem Grundriss. | 09258478 |
|                                         | Wohnhaus mit daran angebautem Schulgebäude, heute ebenfalls Wohnhaus (Trautzschener Schule)                                                                                                  | D 3 (Karte)                                  | Um 1820 (Wohnhaus); um 1900 (Schule)                                                                                    | Alte Ortslage Trautzschen, Wohnhaus an der Straße Obergeschoss strebenreiches Fachwerk mit Thüringer-Leiter-Motiv, Giebel verbrettert, ortstypischer Fachwerkbau, ehemalige Schule mit zweifarbiger Klinkerfassade, bau- und ortsgeschichtlich von Bedeutung. Zwei Geschosse, giebelständig, zwei Achsen, Erdgeschoss massiv, Obergeschoss teils verputzt, teils offenliegendes Fachwerk, Giebel verbrettert, Erdgeschoss stark überformt. | 09258400 |
|                                         | Wohnhaus und Seitengebäude eines Bauernhofes | D 9 (Karte)                                  | Um 1800 | Alte Ortslage Trautzschen, ortstypische Fachwerkbauten, gut erhaltene Hofanlage von ortsbildprägendem Charakter, bau- und ortsgeschichtlich von Bedeutung. - Wohnhaus: zwei Geschosse, traufständig, Krüppelwalmdach, Erdgeschoss massiv, Obergeschoss und Giebel teils offenliegendes Fachwerk, teils verputzt - Stalltrakt: zwei Geschosse, unregelmäßige Achsen, Erdgeschoss massiv, Obergeschoss offenliegendes Fachwerk | 09258403 |
|                                         | Wohnhaus (Umgebinde) und Seitengebäude eines Bauernhofes | D 17 (Karte)                                 | Um 1780 (Bauernhaus); Anfang 19. Jahrhundert (Seitengebäude)                                                            | Alte Ortslage Trautzschen, Fachwerkbauten, Seitengebäude mit Backsteingiebel, Wohnhaus eines der wenigen gut erhaltenen Umgebindehäuser im westlichen Landkreis, Fachwerkkonstruktion mit Andreaskreuzen und Thüringer-Leiter-Motiv, bau- und ortsgeschichtlich von Bedeutung. - Umgebindehaus: zwei Geschosse, giebelständig zwei Achsen, Krüppelwalmdach, Erdgeschoss, Obergeschoss und Giebel offenliegendes Fachwerk, originale Fensteröffnungen - Seitengebäude (Stall mit Altenteil): zwei Geschosse, unregelmäßige Achsen, giebelständig, Erdgeschoss und Frontteil Backstein, Obergeschoss des rückwärtigen Teiles offenliegendes Fachwerk | 09258409 |
|                                         | Wohnhaus und Seitengebäude eines Bauernhofes | D 20 (Karte)                                 | Um 1790, später überformt                                                                                               | Alte Ortslage Trautzschen, Putzbauten mit Fachwerkgiebel, gut erhaltene Hofanlage im Ortskern, baugeschichtlich von Bedeutung. - Wohnhaus: zwei Geschosse, unregelmäßige Achsen, Erdgeschoss und Obergeschoss verputzt, Giebel offenliegendes Fachwerk - Seitengebäude: zwei Geschosse, Erdgeschoss massiv, Obergeschoss und Giebel teils offenliegendes Fachwerk, teils verputzt | 09258404 |
| Direkt Bild zu diesem Denkmal hochladen | Seitengebäude eines Dreiseithofes | D 24 (Karte)                                 | Um 1800 | Alte Ortslage Trautzschen, gut erhaltenes Gebäude in Fachwerkbauweise, baugeschichtlich von Bedeutung. Stall mit Altenteil, zwei Geschosse, unregelmäßige Achsen, giebelständig, Krüppelwalmdach, Erdgeschoss massiv, Obergeschoss offenliegendes Fachwerk, teils originale Fensteröffnungen. | 09258405 |
| Direkt Bild zu diesem Denkmal hochladen | Pfarrhaus | D 47 (Karte)                                 | Bezeichnet mit 1881 | Alte Ortslage Trautzschen, verputzter Backsteinbau, gut erhaltenes historistisches Pfarrhaus mit neogotischen Details, bau- und ortsgeschichtlich von Bedeutung - Pfarrhaus: zwei Geschosse, 5:2 Achsen, Erdgeschoss Putzquadergliederung, Obergeschoss glatter Putz mit schlichten friesartig stuckierten Fensterbekrönungen, Giebelschrägen neogotisch, verputzt, Sechspassfenster im Giebelfeld, original: Haustür mit Oberlicht und Treppenhaus - Schuppennebenbauten (vor 2012 abgebrochen): Backstein verputzt, freistehend | 09258410 |
| Weitere Bilder                          | Schulgebäude und ehemaliger Brunnen vor der Schule sowie Wandbild (Grundschule Elstertrebnitz mit Schäferbrunnen oder Elsterbrunnen)                                                         | D 62 (Karte)                                 | 1954–1955 (Schule); 1955 (Wand- und Deckenbild)                                                                         | Alte Ortslage Trautzschen, Schule im traditionalistischen Stil der 1950er Jahre, Betonung des Eingangs durch Bruchsteinmauern, Wandbild vom Leipziger Künstler Arnd Schultheiß, Brunnen ehemals mit Bruchsteinbecken, Säule aus Betonguss, darauf Bronzefigur einer Elster, ortsgeschichtlich von Bedeutung. Künstlerisch gestaltete Brunnenanlage und Wandbild von Arnd Schultheiß. Brunnenbecken Bruchstein auf rechteckigem Grundriss, Betongussrundpfeiler mit Schäfermotiven, Bronzegussaufsatz eines Raben/Elster, Bronze Noack Leipzig. | 09258391 |
| Direkt Bild zu diesem Denkmal hochladen | Gedenkstein für die Gefallenen des Deutsch-Französischen Krieges 1870/1871 | D 65 (vor) (Karte)                           | Nach 1871 | Alte Ortslage Trautzschen, Sandsteinpfeiler, ortsgeschichtlich von Bedeutung. Steinquader auf abgestuftem Sockel, Inschriften verwittert, erkennbar die Jahreszahl 1871, denkmalwert aus ideologiekritischen Gründen. | 09258408 |
| Direkt Bild zu diesem Denkmal hochladen | Denkmal für die Opfer des Faschismus | D 65 (vor) (Karte)                           | 1970er Jahre | Alte Ortslage Trautzschen, Stele auf dreieckigem Grundriss, Sandstein, Mahnmal zur Erinnerung an die Widerstandskämpfer gegen den Nationalsozialismus, geschichtlich von Bedeutung. Stele auf dreieckigem Grundriss, Inschriften „1933–1945“ und „Für die Opfer“. | 09258407 |
| Direkt Bild zu diesem Denkmal hochladen | Wohnhaus (mit Oberlaube) eines Bauernhofes | D 79 (Karte)                                 | Um 1780 | Alte Ortslage Trautzschen, einer der wenigen Fachwerkbauten des späten 18. Jahrhunderts mit erhaltener Oberlaube im Ort, baugeschichtlich von Bedeutung. Zwei Geschosse, unregelmäßige Achsen, giebelständiger Bau des späten 18. Jahrhunderts, 1880 um einen Winkel erweitert, Front stark überformt mit Klinkern, Erdgeschoss massiv, Obergeschoss offenliegendes Fachwerk, rückwärtiger Giebel offenliegendes Fachwerk, seitlich eine Oberlaube. | 09258406 |
| Direkt Bild zu diesem Denkmal hochladen | Wohnstallhaus eines ehemaligen Dreiseithofes | E 16 (Karte)                                 | Um 1780 | Alte Ortslage Greitschütz, Obergeschoss Fachwerk in aufwändiger Konstruktion, ortstypisches, giebelständiges Bauernhaus, baugeschichtlich von Bedeutung. Zwei Geschosse, unregelmäßige Achsen, giebelständig, Erdgeschoss und Giebel verputzt, Obergeschoss offenliegendes Fachwerk. | 09258396 |
| Direkt Bild zu diesem Denkmal hochladen | Wohnhaus (Umgebinde) und Toranlage eines ehemaligen Dreiseithofes | E 18 (Karte)                                 | Bezeichnet mit 1800 | Alte Ortslage Greitschütz, ortsbildprägender Fachwerkbau, einziges erhaltenes Umgebindehaus des Ortsteils mit originalen Details, baugeschichtlich von Bedeutung. Zwei Geschosse, unregelmäßige Achsen, Krüppelwalmdach, giebelständig, offenliegendes Fachwerk, teils originale Fensteröffnungen, im Türsturz Initialen und bezeichnet mit 1800. | 09258395 |
| Direkt Bild zu diesem Denkmal hochladen | Wohnhaus eines Dreiseithofes | E 22 (Karte)                                 | Um 1820 | Alte Ortslage Greitschütz, Obergeschoss Fachwerk, gut erhaltenes Bauernhaus von ortsbildprägender Wirkung, baugeschichtlich von Bedeutung. Zwei Geschosse, unregelmäßige Achsen, giebelständig, Erdgeschoss massiv, Obergeschoss offenliegendes Fachwerk, Giebel verputzt, teils originale Fensteröffnungen. | 09258394 |
| Direkt Bild zu diesem Denkmal hochladen | Mühlenanwesen mit kleiner Industriemühle mit technischer Ausstattung, zwei Wohnhäusern, Wirtschaftsgebäude, Wehranlage, Hofpflaster, Toreinfahrt und Einfriedung (Mühle Greitschütz)         | E 23 (Karte)                                 | Bezeichnet mit 1716 (Mühle); bezeichnet mit 1854 (Mühle); bezeichnet mit 1880 (Mühle); 1912 (Generator)                 | Alte Ortslage Greitschütz, überwiegend verputzte Massivbauten, ein Gebäude mit Fachwerk-Obergeschoss, große Mühlenanlage mit originalen Bauteilen aus verschiedenen Epochen, technik- und ortsgeschichtlich von Bedeutung. - gründerzeitliches Wohnhaus: zwei Geschosse, unregelmäßige Achsen, traufständig, drei Zwerghäuschen, stuckierte Fassadenornamente um 1890, zweigeschossiger Wintergartenanbau, originale Fenster. - Wohnhaus: um 1840, zwei Geschosse, unregelmäßige Achsen, Krüppelwalmdach, Erdgeschoss und Giebel massiv, Obergeschoss offenliegendes Fachwerk, originale Türen und Fenstergewände im Erdgeschoss aus Sandstein mit Rundbögen - Mühlengebäude: vier Geschosse, acht Achsen, Putzfassade mit Klinkerlisenen, originale Türgewände mit Segmentbogen, Inschriften über Türbögen „F.W.F. 1854 1716“ und „Durch Brand zerstört im Juli 1880 Aufgebaut daselbst...“, Rest verwittert, im Inneren originale Holztreppe mit Handlauf - technische Ausstattung: Siemens-Gleichstromgenerator (Baujahr 1912) und Schalttafel zur Energieversorgung, technische Ausstattung (Stand 2014) im ersten Obergeschoss: zwei Walzenstühle (Fa. Seck), Antriebswelle mit Transmission, Waage, Trichtersolo - Wirtschaftsgebäude: zwei Geschosse, unregelmäßige Achsen, Erdgeschoss Naturstein, Obergeschoss Putzfassade - drei Sandsteintorpfeiler mit zwei Radabweisern, schmiedeeisernes Tor Mühle nur bis erstes Obergeschoss erfasst, Wehranlage ungeprüft. | 09258414 |
| Direkt Bild zu diesem Denkmal hochladen | Seitengebäude und Toreinfahrt eines Bauernhofes | E 24 (Karte)                                 | Um 1820 (Seitengebäude); bezeichnet mit 1878 (Toreinfahrt)                                                              | Alte Ortslage Greitschütz, Obergeschoss Fachwerk, Bauernhof in Ecklage, Hofzufahrt mit drei Sandsteintorpfeilern, ortsbildprägende Teile einer Hofanlage, baugeschichtlich von Bedeutung. - Seitengebäude (Stall mit Altenteil): zwei Geschosse, unregelmäßige Achsen, Erdgeschoss massiv, Obergeschoss offenliegendes Fachwerk, Giebel verputzt, originale Fensteröffnungen - drei Sandsteintorpfeiler: bezeichnet mit 1878, zwei Radabweiser | 09258393 |
| Direkt Bild zu diesem Denkmal hochladen | Gasthof Greitschütz mit Saalanbau | E 27 (Karte)                                 | Um 1800 | Alte Ortslage Greitschütz, ehemals schlichter Putzbau mit klassizistischem Türstock, rückwärtiger Saalbau mit Fachwerk-Obergeschoss an einer Traufseite und bemerkenswerten Arkadenbögen auf Säulen im Erdgeschoss zum Hof, gut erhaltener Dorfgasthof mit ortsgeschichtlicher Bedeutung. - Gasthof: Backstein, Putz, Sandstein, Fachwerk, zwei Geschosse, 7:3 Achsen, traufständig, Walmdach mit Zwerghäuschen, originale klassizistische Haustür und Türgewände, Fenstergewände aus Sandstein, Freitreppe, Anbau zwei Geschosse, vier Achsen, mit Loggia im Erdgeschoss, Segmentbögen auf dorischen Säulen - Saalanbau im Obergeschoss: Erdgeschoss massiv, Obergeschoss Putzfassade und offenliegendes Fachwerk | 09258413 |
| Direkt Bild zu diesem Denkmal hochladen | Wohnhaus (über winkelförmigem Grundriss), Stallanbau und Scheune eines Bauernhofes | E 29 (Karte)                                 | Um 1820 | Alte Ortslage Greitschütz, zum Teil in Fachwerkbauweise, Scheune verbrettert, Gebäude von ortsbildprägender und baugeschichtlicher Bedeutung. - Wohnhaus: zwei Geschosse, unregelmäßige Achsen, Winkelgrundriss, Erdgeschoss massiv, Obergeschoss teils offenliegendes Fachwerk, teils verputzt um 1820 - Scheune: parallel, teils offenliegendes Fachwerk, teils Verbretterungen um 1820 | 09258485 |
| Weitere Bilder                          | Herrenhaus und zwei Wirtschaftsgebäude des ehemaligen Rittergutes Greitschütz, sowie Gartenhaus auf der gegenüberliegenden Straßenseite                                                      | E 33 (Karte)                                 | Um 1750 (Herrenhaus); um 1850 (Gartenhaus)                                                                              | Alte Ortslage Greitschütz, Herrenhaus schlichter Putzbau mit Mansarddach und bemerkenswertem Sitznischenportal der Renaissancezeit, große ortsbildprägende Anlage mit einer Vielzahl historischer Details, baugeschichtlich, orts- und kunstgeschichtlich von Bedeutung. - Wohnhaus: Backstein und Putz, zwei Geschosse, unregelmäßige Achsen, traufständig, Mansarddach mit Kopfwalm, originale Sandsteinfenstergewände, Renaissanceportal mit barocker Haustür, Fensterläden im Erdgeschoss um 1750 - Nebengebäude: ein Geschoss, fünf Achsen, traufständig, Backstein verputzt, Obergeschoss teils offenliegendes Fachwerk - Gartenhaus: ein Geschoss mit Rundbogenfenstern, Pilastergliederung, Säulenportikus, flaches Walmdach, verputzt, originale Fenster und Haustür - Einfriedung schmiedeeisernes Gitter - schräggestelltes, langgestrecktes Wohnstallgebäude: zwei Geschosse, unregelmäßige Achsen, Backstein verputzt, Obergeschoss teils offenliegendes Fachwerk, originale Fenstergewände aus Sandstein, zur Straße giebelständig mit abgeschrägten Ecken, Walmdach | 09258486 |
| Weitere Bilder                          | Lutherkirche Costewitz mit Ausstattung | F (Karte)                                    | 15. Jahrhundert (Kirche); um 1525 (Altar); um 1700 (Taufe und Lesepult); 1836 (Orgel)                                   | Alte Ortslage Costewitz, mittelalterliche Saalkirche mit querrechteckigem Westturm, bau- und ortsgeschichtlich bedeutendes Bauwerk. Im 19. Jahrhundert stark überformter Bau, möglicherweise mit romanischen und gotischen Resten. | 09258489 |
| Direkt Bild zu diesem Denkmal hochladen | Wohnhaus, daran angebautes Seitengebäude und Scheune eines Vierseithofes | F 12 (Karte)                                 | Um 1820 | Alte Ortslage Costewitz, gut erhaltene Hofanlage von ortsbildprägendem Charakter, Fachwerkbauten, orts- und baugeschichtlich von Bedeutung. - Wohnhaus: zwei Geschosse, unregelmäßige Achsen, giebelständig, Erdgeschoss massiv, Obergeschoss offenliegendes Fachwerk, teils Putz, rückwärtiger Giebel verbrettert - Längsscheune: offenliegendes Fachwerk, quergelagertes Stallgebäude, Erdgeschoss massiv, Obergeschoss teils offenliegendes Fachwerk, teils verputzt | 09258488 |
| Direkt Bild zu diesem Denkmal hochladen | Wohnstallhaus eines Bauernhofes | F 19 (Karte)                                 | Um 1800 | Alte Ortslage Costewitz, Obergeschoss strebenreiches Fachwerk, im Detail gut erhaltenes Bauernhaus, baugeschichtlich von Bedeutung. - Wohnstallhaus: zwei Geschosse, zwei Achsen, giebelständig, Erdgeschoss massiv, Obergeschoss teils offenliegendes Fachwerk, teils Putz, Giebelseite Ende des 19. Jahrhunderts überformt mit größeren Fenstern, Putzfassade - Querscheune (vor 2012 abgebrochen): offenliegendes Fachwerk - Stallgebäude (vor 2012 abgebrochen): Erdgeschoss massiv, Obergeschoss offenliegendes Fachwerk und Putz | 09258487 |
| Direkt Bild zu diesem Denkmal hochladen | Wirtschaftsgebäude (über winkelförmigem Grundriss) des ehemaligen Rittergutes Costewitz | F 47 (Karte)                                 | Um 1870 | Alte Ortslage Costewitz, ein Stalltrakt des Gutshofes, Obergeschoss Fachwerk, markanter Eckbau von straßenbildprägender Wirkung, ortsgeschichtlich und ortsbildprägend von Bedeutung. Zwei Geschosse, unregelmäßige Achsen, Erdgeschoss Backstein verputzt, Giebel Backstein verputzt, Obergeschoss teils offenliegendes Fachwerk, teils Putzfassade. | 09258490 |
| Weitere Bilder                          | Meilenstein | G (Karte)                                    | Nach 1858 | Königlich-Sächsischer Meilenstein, alte Ortslage Oderwitz, Sächsischer Halbmeilenstein als Grenzübergangsstein, Objekt von verkehrsgeschichtlicher Bedeutung. Eine preußische Glocke um 1815, ein sächsischer Meilenstein (Sandstein) Mitte 19. Jahrhundert, mit Ölfarbe angestrichen, Inschriften nicht mehr erkennbar. | 09258412 |
| Weitere Bilder                          | Meilenstein | G (Karte)                                    | Mitte 19. Jahrhundert                                                                                                   | Preußischer Halbmeilenstein (sogenannte Große Glocke), alte Ortslage Oderwitz, ehemals Beersdorf (Sachsen-Anhalt), von verkehrsgeschichtlicher Bedeutung | 09304830 |
|                                         | Wohnhaus und Seitengebäude eines Bauernhofes | G 9 (Karte)                                  | 1. Hälfte 18. Jahrhundert (Wohnhaus); um 1810 (Seitengebäude)                                                           | Alte Ortslage Oderwitz, beide Gebäude Obergeschoss Fachwerk, Wohnhaus mit altertümlicher Fachwerkkonstruktion (unter anderem Andreaskreuze), gut erhaltene Hofanlage mit originalen Details, baugeschichtlich von Bedeutung. - Wohnhaus: zwei Geschosse, unregelmäßige Achsen, giebelständig, Krüppelwalmdach, Schleppdach, Erdgeschoss massiv, Obergeschoss und Giebel offenliegendes Fachwerk - Stall: zwei Geschosse, unregelmäßige Achsen, giebelständig, Erdgeschoss massiv, Obergeschoss und Giebel offenliegendes Fachwerk | 09258497 |
| Direkt Bild zu diesem Denkmal hochladen | Herrenhaus des ehemaligen Ritterguts Oderwitz | G 27 (Karte)                                 | Um 1780 | Alte Ortslage Oderwitz, verputzter Backsteinbau mit Sandsteingliederungen und Mansarddach, markanter, barock wirkender Baukörper von ortsbildprägender Wirkung, Mittelteil durch Freitreppe und Risalit hervorgehoben, bau- und ortsgeschichtlich von Bedeutung. Ein Geschoss über hohem Sockel (Souterrain), 13:3 Achsen, Mittelrisalit drei Achsen, Mansarddach mit Kopfwalm und Dachgauben, Freitreppe mit Geländer, Haustür mit Oberlicht und Eckstreifen aus Putz. | 09258496 |
| Direkt Bild zu diesem Denkmal hochladen | Wohnstallhaus eines Bauernhofes | G 31 (Karte)                                 | Um 1750 | Alte Ortslage Oderwitz, Obergeschoss strebenreiches Fachwerk, im Giebel Wilder-Mann-Motiv, gut erhaltenes Fachwerkhaus des 18. Jahrhunderts mit baugeschichtlich wichtigen Details. Zwei Geschosse, unregelmäßige Achsen, Erdgeschoss massiv, Obergeschoss offenliegendes Fachwerk, im Giebel Wilder-Mann-Motiv, oberer Bereich des Giebels verbrettert, (DDR-Liste). | 09258495 |
| Direkt Bild zu diesem Denkmal hochladen | Wohnhaus eines Dreiseithofes | G 39 (Karte)                                 | Um 1810 | Alte Ortslage Oderwitz, Obergeschoss Fachwerk, ortsbildprägende Hofanlage, baugeschichtlich von Bedeutung. Zwei Geschosse, giebelständig, zwei Achsen, Krüppelwalmdach, Erdgeschoss massiv, Obergeschoss und Giebel offenliegendes Fachwerk. | 09258494 |
| Weitere Bilder                          | Mühlenanwesen mit Eisenmühle, Getreidemühle, Turbinenhaus, Nebengebäuden und Wehranlage (Eisenmühle)                                                                                         | G 41 (Karte)                                 | 1895, Inbetriebnahme (Wasserkraftwerk); um 1900 (Wehr); um 1910 (Getreidemühle); 1914 (Turbinenhaus); 1915 (Eisenmühle) | Alte Ortslage Oderwitz, verputzte Massivbauten, einzig erhaltene Eisenmühle Deutschlands im Reibeverfahren, Mühlenstandort seit 12. Jahrhundert urkundlich belegt, 1915 bis 1992/93 Produktionsanlage von Eisenpulver für verschiedene (u. a. medizinische und metallurgische) Zwecke hergestellt, technikgeschichtlich von hoher Bedeutung. Mühlenstandort bereits im 13. Jahrhundert nachweisbar, 1914/15 errichtet, um 1930 erweitert, 1992/93 Produktion eingestellt (Pulver für Wunderkerzen, in diversen chemischen Verfahren, Herstellung von Siliziumwafern). - Eisenmühle: zweiflügeliger Bau auf Winkelgrundriss, ein Geschoss mit Flachdächern, zweigeschossiger Eckbau mit zwei Achsen, teils Segmentbogenfenster, teils hochrechteckige Fenster, Sandsteinsockel, Erdgeschoss Backstein verputzt - innen technische Ausstattung: drei Reibeanlagen (zwei davon funktionstüchtig), Transmission - Turbinenhaus über Stauwehr mit neuen Turbinen, alter Antrieb erhalten, A.Wetzig, Eisengießerei und Maschinenfabrik für Mühlenbau Wittenberg, 1915 Hersteller der alten Turbinen - Getreidemühle (am anderen Ufer des Mühlgrabens): zwei Geschosse, 7:2 Achsen, Krüppelwalmdach, Putzfassade, leerstehend (2014) - Lager: im rechten Winkel an Eisenmühle angebaut, eingeschossig, Natursteinsockel, Mittelrisalit mit runder Tafel (Inschrift „2009/ AS JWM/ 1915“), flaches Satteldach (Dachpappe), sechs große mehrfach unterteilte Fenster, zwei schmale, mehrfach unterteilte, Bogenfenster neben der der Eingangstür, daran anschließend weiteres (Lager-)Gebäude zweigeschossig, zweiflügelige Eingangstür (erneuert), mehrfach gegliederte Bogenfenster, Satteldach, im Giebel Uhr - giebelständig weiteres Lagergebäude bzw. Energiezentrale: eingeschossiger Flachbau mit Natursteinsockel, unterkellert, mehrfach gegliederte Bogenfenster | 09257123 |
|                                         | Chausseehaus, Zollhaus genannt | G 52 (Karte)                                 | Um 1815 | Alte Ortslage Oderwitz, schlichter Putzbau mit Krüppelwalmdach, Chauseegeldeinnehmerhaus, territorialgeschichtlich bedeutendes Bauwerk. Ein Geschoss, traufständig, fünf Achsen, Krüppelwalmdach, großes Zwerchhaus über der Mittelachse, Putzfassade. | 09258492 |

## Ehemaliges Denkmal
| Bild                                    | Bezeichnung | Lage         | Datierung | Beschreibung | ID       |
| --------------------------------------- | ----------- | ------------ | --------- | --- | -------- |
| Direkt Bild zu diesem Denkmal hochladen | Pfarrhaus   | A 34 (Karte) | Um 1910   | Alte Ortslage Elstertrebnitz, zum Ensemble Kirchhof und Kirche gehöriges Gebäude, im Reformstil mit neoklassizistischen Anklängen, ortsgeschichtlich von Bedeutung. Zwei Geschosse, 3:6 Achsen, giebelständig, Sandstein und Putz, Backstein, Mittelrisalit zur Kirche, Putzgliederung, original: Sandsteinfenster- und Türgewände, Haustür mit Klinke, Treppenhaus, Sandsteinsockel Erdgeschoss und Obergeschoss Backstein verputzt. Zwischen 2018 und 2020 abgerissen. | 09258415 |

## Tabellenlegende
- Bild: Bild des Kulturdenkmals, ggf. zusätzlich mit einem Link zu weiteren Fotos des Kulturdenkmals im Medienarchiv Wikimedia Commons. Wenn man auf das Kamerasymbol klickt, können Fotos zu Kulturdenkmalen aus dieser Liste hochgeladen werden:
- Bezeichnung: Denkmalgeschützte Objekte und ggf. Bauwerksname des Kulturdenkmals
- Lage: Straßenname und Hausnummer oder Flurstücknummer des Kulturdenkmals. Die Grundsortierung der Liste erfolgt nach dieser Adresse. Der Link (Karte) führt zu verschiedenen Kartendiensten mit der Position des Kulturdenkmals. Fehlt dieser Link, wurden die Koordinaten noch nicht eingetragen. Sind diese bekannt, können sie über ein Tool mit einer Kartenansicht einfach nachgetragen werden. In dieser Kartenansicht sind Kulturdenkmale ohne Koordinaten mit einem roten bzw. orangen Marker dargestellt und können durch Verschieben auf die richtige Position in der Karte mit Koordinaten versehen werden. Kulturdenkmale ohne Bild sind an einem blauen bzw. roten Marker erkennbar.
- Datierung: Baubeginn, Fertigstellung, Datum der Erstnennung oder grobe zeitliche Einordnung entsprechend des Eintrags in der sächsischen Denkmaldatenbank
- Beschreibung: Kurzcharakteristik des Kulturdenkmals entsprechend des Eintrags in der sächsischen Denkmaldatenbank, ggf. ergänzt durch die dort nur selten veröffentlichten Erfassungstexte oder zusätzliche Informationen
- ID: Vom Landesamt für Denkmalpflege Sachsen vergebene, das Kulturdenkmal eindeutig identifizierende Objekt-Nummer. Der Link führt zum PDF-Denkmaldokument des Landesamtes für Denkmalpflege Sachsen. Bei ehemaligen Kulturdenkmalen können die Objektnummern unbekannt sein und deshalb fehlen bzw. die Links von aus der Datenbank entfernten Objektnummern ins Leere führen. Ein ggf. vorhandenes Icon  führt zu den Angaben des Kulturdenkmals bei Wikidata.